# Wakefield (Nouvelle-Zélande)
Wakefield est une localité située dans l’Île du Sud de la Nouvelle-Zélande.

## Situation
Elle est localisée à quelque 25 km  au sud-ouest de la ville de Nelson dans la partie nord de l’Île du Sud.

## Toponymie
La première installation aux alentours de 1843, fut initialement appelé ‘Pitfure’.
Toutefois le nom fut rapidement changé en Wakefield.
Ce nom fut donné d’après la ville de Wakefield dans le Yorkshire, et non, comme certains l’affirment, d’après le Capitaine Arthur Wakefield, qui conduisit l’expédition, qui établit en premier la ville et la province de Nelson.

## Caractéristiques
Wakefield est notable pour l’école “ Wakefield Primary School”, la plus ancienne école en fonctionnement continu en Nouvelle-Zélande.
Elle fut instituée en 1843 par Mary Ann Baigent, la femme d’Edward Baigent (en) .
L’église St John au ‘120 Edward Street’, construite en 1846, est la deuxième plus ancienne église persistante en Nouvelle-Zélande.
Elle est enregistrée par le New Zealand Historic Places Trust comme une structure du patrimoine de Catégorie I sous le numéro 40.

## Gouvernance
La localité de Wakefield passa sous la responsabilité du Conseil du District de Tasman, qui avait son siège dans la ville proche de Richmond.
C’est une partie du “ West-Coast Tasman General Electorate”.

## Média
Il y a un petit journal appelé “ Window de Wakefield”, qui est publié mensuellement et distribué à travers la communauté.

## Autres lectures
- McAloon, J. (1997). Nelson, A Regional History, Cape Catley.

- New Zealand Gazetteer